# Alleen Eline
Alleen Eline is een Belgische film uit 2017 geregisseerd door Hugo Van Laere. 

## Verhaal
De sociaal fysiotherapeute Eline heeft een nieuwe job. Daar is een van haar eerste patiënten, Joy, een meisje van zes die revalideert na een zwaar verkeersongeval. Eline woont samen met een vriend, maar raakt meer en meer geïntrigeerd door Lars, de jonge vader van Joy, een wat afwezige zakenman die meer met zijn zakelijke carrière bezig lijkt dan met Joy's herstel. De band tussen Eline en Lars wordt hechter maar zorgt zowel voor conflicten als romantiek. Lars merkt dat niet alles met geld te koop is.

## Rolverdeling
| Acteur              | Personage           |
| ------------------- | ------------------- |
| Line Pillet         | Eline               |
| Morag Campbell      | Joy                 |
| Yannick De Coster   | Lars, vader van Joy |
| Joren Seldeslachts  | vriend Eline        |
| Mathias Van Mieghem |                     |
| Marleen Merckx      | moeder van Eline    |

Naast rollen voor Joke De Bruyn, Charlotte Anne Bongaerts, David Cantens, Oscar Willems, Frederik Lebeer, Khalid Koujili, Tuur Roels, Lize Feryn en Andy Van Kerschaver.

## Productie
Dit romantisch drama is het debuut van Van Laere die naast de regie ook het scenario leverde. De muziek in de film is van Ozark Henry. Opnames vonden plaats van begin november tot eind december 2016.
De film, oorspronkelijk met Frances Lefebure en Geert Van Rampelberg gecast voor de hoofdrollen, kreeg 300.000 euro subsidie van Screen Flanders.